# Stanisław Zapolski
Stanisław Zapolski herbu Pobóg (zm. w 1616 roku) – podsędek sieradzki w latach 1588–1616, surogator sieradzki, pisarz grodzki łęczycki w 1581 roku.
W 1607 roku był posłem na sejm z województwa sieradzkiego i ziemi wieluńskiej. Poseł województwa sieradzkiego i ziemi wieluńskiej na sejm zwyczajny 1613 roku. 